# Stan Săraru
Stan Săraru (n. 1898, Râmnicu Sărat, Râmnicu-Sărat, România – d. 2 aprilie 1985, București, România) a fost un politician român de orientare liberală,  primar al municipiului Buzău în perioada 1933-1937 și membru al Partidului Național Liberal.

## Biografie

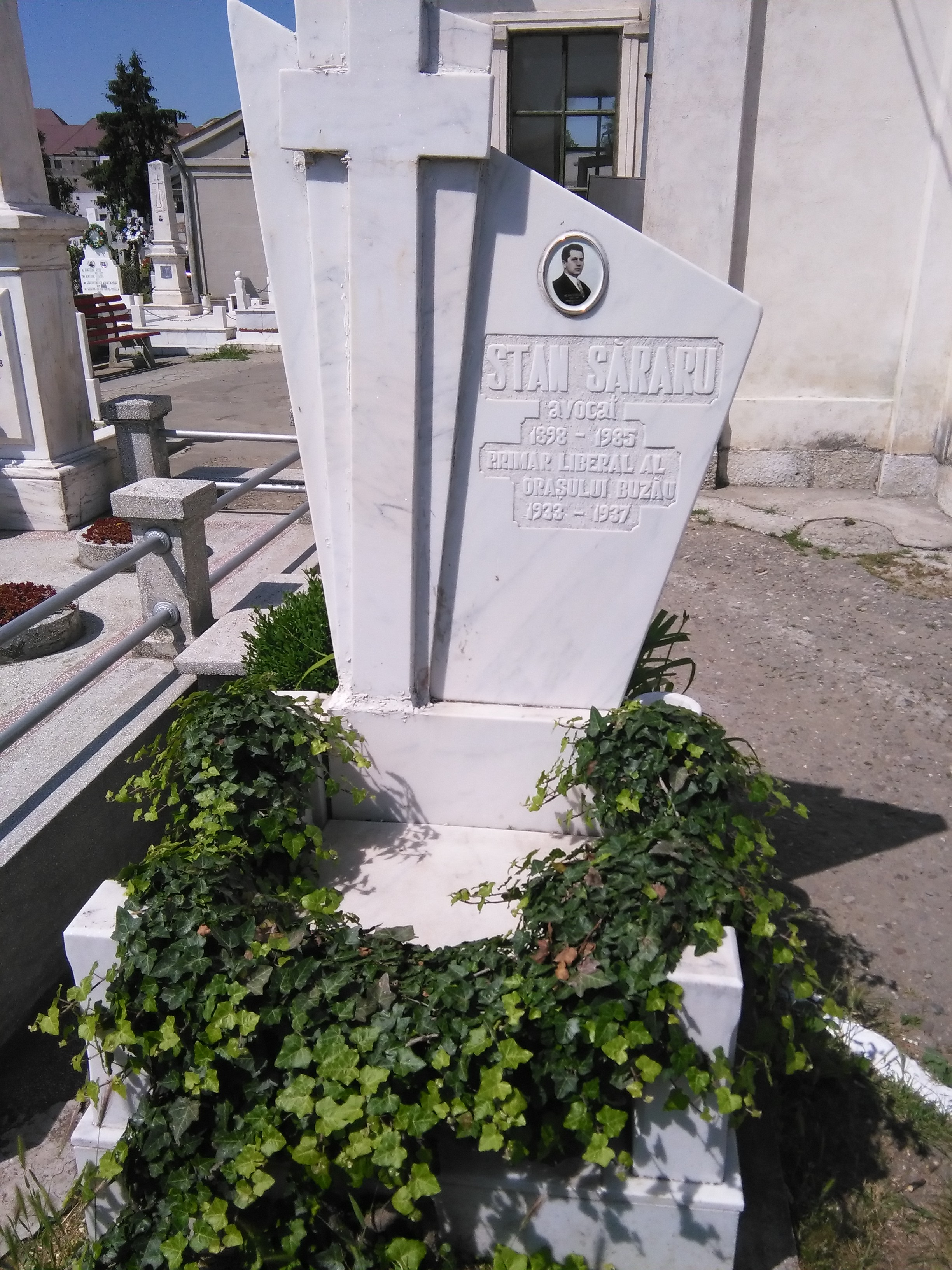
Monumentul funerar din Cimitirul Dumbrava, Buzău.

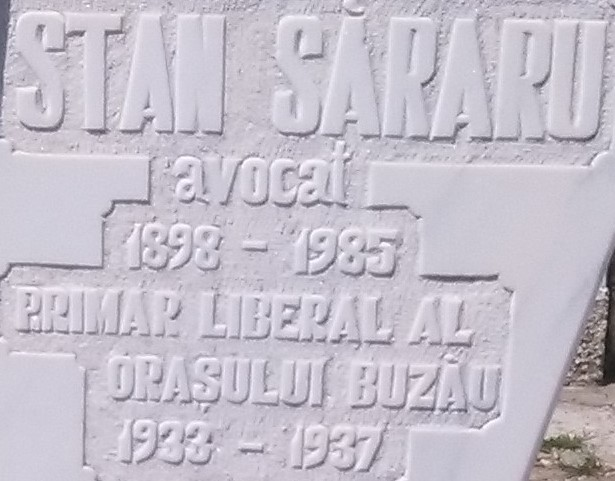
Inscripția de pe monumentul funerar Stan Săraru.

S-a născut în 1898, în Râmnicu Sărat. Urmează cursurile școlare în orașul natal, în Buzău, la Colegiul Național Bogdan Petriceicu Hasdeu și apoi la Facultatea de Drept a Universității din București. A fost avocat în baroul buzoian (1923-1948), ajutor de primar (1925-1927) și primar al municipiului Buzău (noiembrie 1933 - decembrie 1937). A decedat și a fost înmormântat la 2 aprilie 1985 în București.

## Mandatul de primar

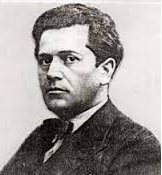
Portret.

A avut un singur mandat, desfășurat în ultima jumătate a Marei Crize Economice din 1929-1937.
La ceremonia de depunere a jurământului ce a avut loc la Palatul Comunal, Buzău, la 8 ianuarie 1933, la care a participat și fostul ministru liberal dr. Constantin I. Angelescu, primarul Stan Săraru declara: Primăria trebuie să aibă nu numai un caracter administrativ, ci și social. Dorim ca buzoienii să-și iubească Buzăul.
Prin dinamismul său și metodele de lucru el a reușit să creeze o emulație entuziastă între locuitorii Buzăului, bazându-se pe angrenarea comitetelor cetățenești, educația urbană a cetățenilor, respectarea cu strictețe a regimului de construcții, păstrarea curățeniei și ajutorarea celor săraci.
În timpul cât a fost primar, lucrările edilitare, de apă, pavaj, sistematizare și iluminat electric au cunoscut o mare amploare. El a continuat drumul început de predecesorul său, primarul Nicu Constantinescu, modernizând mai departe municipiul Buzău. A realizat prima și principala piață agroalimentară modernă din Buzău, denumită astăzi Piața Av. Stan Săraru, a construit prima baie publică din oraș, și a demarat primul proiect de canalizare în centrul orașului. De asemenea, în timpul mandatului său s-au efectuat pavări de străzi în cartierele Poștă și Mihai Viteazul, inclusiv alimentarea acestora cu apă.
Primarul Stan Săraru prevede în activitatea sa soluții pentru: noi artere de circulație, delimitarea orașului, împărțirea acestuia în zone de construcții, un întreg sistem de parcuri și grădini, regenerarea și reamenajarea pădurii Parcul Crâng, amenajarea terenului sportiv, numit acum  Stadionul Municipal Buzău (Stadionul Crâng), prin construcția unei tribune.
De asemenea caracterul social al primăriei nu a fost neglijat. A luat măsuri pentru organizarea de cantine pentru săraci și a sprijinit opera de asistență medicală. A introdus fixarea unor prețuri accesibile masei de cumpărători, eradicând specula unor comercianți.

## Serviciul militar și decorații
La 6 februarie 1940 a fost concentrat, iar în iunie 1941 pleacă pe front cu Regimentul 7 Artilerie, având gradul de căpitan. Luptă până la 28 august 1944. Pentru meritele sale este decorat cu Virtutea Militară și Coroana României în grad de cavaler cu spade și panglică.

## Perioada postbelică
La alegerile din anul 1946, este desemnat din partea partidului liberal să candideze ca deputat în Parlamentul țării. Îi aduce la cunoștință profesorului de istorie Vasile Maciu că aceste alegeri sunt o batjocură pentru viitorul României deoarece sunt manipulate prin introducerea în urne a mai multor voturi de către unii alegători.
La 28 iunie 1948 este epurat din baroul Buzău pentru activitatea liberală. La 1 iulie 1949 este încadrat, datorită ing. Oprișan Iarca, la Sovromconstrucții Constanța și apoi este transferat la Valea Drăganului, Stâna de Vale și la Ciucea. Transferat la Aleșd, a fost arestat la 15 august 1952 pentru activitatea politică din perioada interbelică. A trecut prin închisorile de la Aiud și Jilava și a fost internat în coloniile de muncă ale Canalului Dunăre-Marea Neagră: Castelu, Medgidia și Capul Midia. Prin ordinul M.A.I. nr. 0048145 a fost eliberat. Lucrează la întreprinderea de conserve Buftea, ca magazioner, și la Trustul 1 Construcții din București, ca încărcător pe camioane. În anul 1967, la intervenția colegilor, este numit jurisconsult la Întreprinderea de Industrie Locală Răcari, iar la 1 aprilie 1968 se pensionează.
La 2 aprilie 1985, după o lungă și grea suferință, se stinge din viață.

## Activitatea editorială

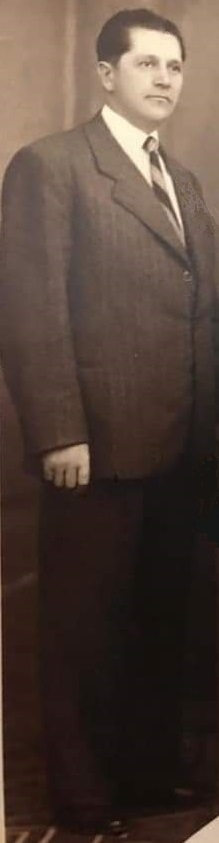
Portret 1939.

La începutul activității sale Stan Săraru se implică în jurnalistica buzoiană. Între 5 mai și 4 iulie 1929 este redactorul publicației: Mișcarea liberală. Organ politic.
La 22 decembrie 1935, sub auspiciile Cercului Cultural N. Vaschide din Buzău, primarul Stan Săraru ține conferința Buzăul edilitar, în care spunea: Orașul Buzău trebuie să lase să se degajeze acel aspect estetic care mișcă sufletele și care îmbogățește imaginațiile. Înfrumusețarea unui oraș este o operă de fiecare zi, și înfrumusețarea orașelor noastre interesează într-o mare măsură întreaga națiune. Cu această ocazie el prezintă realitățile edilitare ale orașului și dezbate problemele legate de rețelele stradale, alimentarea cu apă potabilă, iluminatul electric, rețeaua de canalizare și stații de pompare a apelor menajere și a celor rezultate din inundații, și construirea unui abator modern și a unei băi publice. De asemenea evaluează pragmatic modalitățile de realizare a transformărilor propuse. Conferința a fost publicată în .

## Familia
Părinții lui Stan Săraru, veniți în Buzău la începutul secolului trecut din Râmnicu Sărat, au avut pe locul  Casei Săraru din strada Plevnei, nr. 1, Buzău, loc situat atunci la periferia localității, în aproprierea  Gării Buzău și la marginea drumului ce lega orașele Galați și Brăila cu București, Ploiești și Brașov, un restaurant. Dintre numeroșii lor copii Stan a fost singurul care a studiat. Se căsătorește în anul 1927 cu Elena Somnea, fiica medicului chirurg buzoian Dr. Oprea Somnea. Au o singură fiică.
După 1944 casa (strada Elocinței nr. 1-3, Buzău) i-a fost naționalizată, iar după eliberarea din închisoare se mută la București. În Buzău nu mai avea nici o șansă să găsească un loc de muncă. După o lungă suferință, a decedat și a fost înmormântat la 2 aprilie 1985 în București.

## În memoria sa
După Revoluția Română din 1989, prin intervenția fiicei sale, Simona Holder (Săraru), și cu sprijinul autorităților locale, urna cu cenușă a fost adusă la Buzău și îngropată în  Cimitirul Dumbrava. Mormântul se află pe aleea principală, la intrare, pe stânga, înainte de capelă. Acolo s-a ridicat un monument funerar în amintirea lui. Cu această ocazie Tonel Holder din Düsseldorf (Germania), ginerele lui Stan Săraru, a publicat un articol.
De asemenea, prin Decizia Prefecturii Buzău nr.137 din 3 mai 1991, piața construită în timpul mandatului său de primar primește numele lui și, în urma avizului nr. 5 din 3 mai 2018 al Comisiei de Atribuire de Denumiri a județului Buzău, o stradă din imediata ei vecinătate îi poartă numele.
În Palatul Comunal, Buzău, din octombrie, 2016, Sala 24, cea care găzduiește ședințele de Consiliu Local Municipal, a devenit Sala Stan Săraru. Cu această ocazie, la intrarea sălii, pe stânga, o fost montată o placă comemorativă cu un scurt istoric bilingv (română și engleză) a ceea ce primarul Stan Săraru a realizat pentru orașul Buzău. De asemenea intrarea Sălii de Festivități (Sala Nicu Constantinescu), situată la sfârșitul scării principale, este flancată de busturile primarilor: pe stânga  Nicu Constantinescu, pe dreapta Stan Săraru.

## Date ce nu coincid
În publicațiile existente există și date ce diferă de cele din această pagină:
- Data nașterii: 1899[17] sau 1900.[2]
- Locul nașterii: Buzău.[3]
- Avocat în baroul buzoian: 1923-1943.[2]
- Data depunerii jurământului, 8 ianuarie 1933,[3] diferă cu ca. 10 luni de noiembrie 1933,  data începerii activității de primar.[2]
- Ocupația după război: Din 1951 consilier juridic la Sfatul Popular Regional, București.[2]